# Armin Brinkmann
Armin Brinkmann (* 15. November 1948 in Remscheid) ist ein neuapostolischer Geistlicher und war vom 26. Juni 2005 bis zum  23. Februar 2014 Kirchenpräsident der Neuapostolischen Kirche Nordrhein-Westfalen.

## Lebenslauf
Brinkmann entstammt einer neuapostolischen Familie und beendete in Aachen sein Studium als Diplom-Ingenieur (Fachrichtung Chemie), danach arbeitete er als Bereichsleiter Forschung und Entwicklung in der chemischen Industrie.
Armin Brinkmann ist seit 1971 verheiratet und hat drei erwachsene Kinder.

## Kirchliche Projekte
Seit 1989 ist Brinkmann Mitglied und später auch Vorsitzender der Projektgruppe Kinder und Jugend der Neuapostolischen Kirche International (NAKI). Später arbeitete er auch in der NAKI-Projektgruppe Kirchenstrategie.
Neben der Produktion von christlichen Lehrmitteln für Kinder hat Bezirksapostel Brinkmann im Wesentlichen Übersetzungsarbeiten am Liedgut der Neuapostolischen Kirche koordiniert, insbesondere in die Sprachen Russisch und Portugiesisch.
Brinkmann war auch als Missionar tätig, vor allem in den Ländern Portugal und Angola, aber auch in Brasilien, Russland, Vietnam und anderen.

## Anlagebetrugsfall
Im Jahr 2007 – während seiner Amtszeit als Bezirksapostel – investierte Armin Brinkmann rund 10 Millionen Euro an Kirchenmitteln in ein Finanzgeschäft. Wie 2012 öffentlich bekannt wurde, waren er und seine Finanzberater einem Betrüger aufgesessen. Die Kirche verlor bei dem Geschäft das komplette eingesetzte Geld. Da Brinkmann gegen die Verfassung der Gebietskirche agierte und nicht wie vorgeschrieben den Landesvorstand in diese Entscheidung mit einbezog, wurde gegen ihn ein Strafverfahren aufgenommen. Dieses wurde jedoch bald darauf wieder eingestellt.
Am 7. Oktober 2012 bat der Bezirksapostel im Anschluss an einem Gottesdienst in Duisburg um Entschuldigung und gestand Fehler ein. Im selben Gottesdienst wurde der Apostel Rainer Storck als Bezirksapostelhelfer und Nachfolger Brinkmanns ernannt.